# Klæbu
Klæbu là một đô thị hạt Trøndelag, Na Uy. Klæbu được thành lập như khu đô thị ngày 1 tháng Giêng 1838 (xem formannskapsdistrikt). Tiller đã được tách ra từ Klæbu ngày 1 tháng 1 năm 1899.
Klæbu là một đô thị nằm trong đất liền 20 km về phía nam của thành phố Trondheim. Trong khi nông nghiệp truyền thống, từng là thương mại chính, Klæbu hiện nay nhiều chức năng hơn như là một vùng ngoại ô của Trondheim, nơi có nhiều cư dân của Klæbu làm việc hoặc đi học.